# Нічний портьє (фільм, 2020)
Нічний портьє — фільм режисера Майкла Крістофера. Перший показ відбувся 21 лютого 2020 року компанією «Saban Films». 6 червня 2020 року Netflix продемонстрував фільм на своїй платформі.

## Стислий зміст
Нічний портьє Барт Бромлі — дуже розумний хлопець з аутизмом.
Під час його зміни вбивають жінку, Барт стає у працівників поліції головним підозрюваним. Коли розслідування закінчується, Барт встановлює особистий зв'язок з Андреа, гостею готелю. Однак незабаром розуміє, що повинен зупинити справжнього вбивцю, перш ніж вона стане наступною жертвою.

## Знімалися
- Тай Шерідан — Барт Бромлі
- Гелен Гант — Етель Бромлі
- Ана де Армас — Андреа Рівера
- Джон Легвізамо — Детектив Еспада
- Джонатон Шек — Детектив Нік Перретті